# Muerte y funeral de Eduardo de Windsor
La muerte del príncipe Eduardo, duque de Windsor, tuvo lugar el 28 de mayo de 1972. Eduardo había sido el rey Eduardo VIII del Reino Unido desde el 20 de enero de 1936 hasta su abdicación el 11 de diciembre del mismo año. Posteriormente fue nombrado duque de Windsor. Vivía con su esposa en París en el momento de su muerte. Su funeral tuvo lugar el 5 de junio de 1972 en la Capilla de San Jorge, en el Castillo de Windsor, después de permanecer en capilla ardiente durante tres días, y fue enterrado en el Cementerio real de Frogmore. Su viuda, Wallis, duquesa de Windsor, fue enterrada junto a él en 1986.

## Antecedentes
El 20 de enero de 1936, murió su padre, el rey Jorge V del Reino Unido, ascendiendo entonces el príncipe Eduardo al trono como Eduardo VIII. Sin embargo, Jorge V tenía serias opiniones acerca de Eduardo, y más de una vez este provocó la ira de su padre a causa de su «eterna adolescencia» y de ser un mujeriego. Jorge V había expresado sus opiniones acerca de su hijo mayor: «Ruego a Dios que mi hijo mayor nunca se case ni tenga hijos, para que nada se interponga entre Bertie y Lilibet y el trono». El rey Eduardo VIII tenía planeado casarse con la socialite estadounidense Wallis Simpson (divorciada dos veces). Los ministros creían que el pueblo nunca aceptaría a Wallis como reina y le aconsejaban que no se casara; como monarca constitucional, Eduardo estaba obligado a aceptar el consejo de los ministros. Después de 325 días de reinado, el 11 de diciembre de 1936, Eduardo VIII abdicó del trono en favor de su hermano Alberto, para poder casarse con Simpson.
Después de contraer matrimonio con Wallis, se fueron a vivir a París, Francia, en una finca alejada del foco mediático, el cual ya se proyectaba en su hermano menor, ya elevado a rey como Jorge VI, quien fallecería en 1952, siendo sucedido por su hija mayor, la princesa Isabel.

## Muerte
Eduardo murió el 28 de mayo de 1972 en París. Fumador empedernido, había sufrido de cáncer de garganta.
Isabel II había visitado a su tío, el exrey Eduardo, en París el 18 de mayo de 1972, diez días antes de su muerte. El cuerpo de Eduardo fue trasladado en avión a Gran Bretaña, aterrizó en un avión militar de la RAF, el RAF Benson, y permaneció en la capilla conmemorativa del príncipe Alberto, en el Castillo de Windsor, el 2 de junio, antes de ser llevado por soldados de la Guardia Galesa a la Capilla de San Jorge al día siguiente, donde permaneció en capilla ardiente durante tres días. El féretro se exhibió sobre un catafalco con alfombra azul en el centro de la nave. En cada esquina había un gran candelabro, con cada extremo marcado por una cruz. El ataúd de Eduardo estaba cubierto con su estandarte real y coronado con una cruz formada por lirios de Pascua blancos obsequiados por Wallis.
Su viuda, Wallis, se quedó en el Palacio de Buckingham durante su visita. Wallis sufría de confusión mental debido a la arteriosclerosis y estaba nerviosa por conocer a la reina Isabel, viuda de su cuñado, Jorge VI. Lord Mountbatten le aseguró a Wallis que "su cuñada la recibirá con los brazos abiertos. Lamenta profundamente su dolor actual y recuerda cómo fue cuando murió su esposo",  Isabel, la reina madre, se reunió con Wallis solo una vez durante su estadía, el día del funeral,ya que nunca escondió su desagrado hacia el duque y la duquesa por la abdicación, pues estaba convencida de que este evento apresuró la muerte de su esposo en 1952. 
Las barreras de la cola en anticipación de los dolientes para el funeral se extendían por media milla a lo largo de Castle Hill. En el Home Park se habilitó un aparcamiento para 2000 coches. Miles de dolientes desfilaron frente a su féretro.

## Funeral y entierro
El funeral comenzó a las 11:15 a. m. y duró 30 minutos. La campana de la torre tocó durante una hora antes del servicio. El servicio estuvo a cargo del deán de Windsor, Launcelot Fleming, y la bendición estuvo a cargo del arzobispo de Canterbury, Michael Ramsey. También estuvieron presentes el arzobispo de York, Donald Coggan y el moderador de la Asamblea General de la Iglesia de Escocia, Ronnie Selby Wright. El evangelio que fue leído, provino de los capítulos 4 y 5 de la segunda carta a los corintios y fue leída por el chantre de San Jorge, el canónigo Bryan Bentley. El himno "Llévanos, Padre Celestial, guíanos" se cantó antes de la recitación tradicional de los títulos de Eduardo como monarca por parte del rey de armas de la Jarretera, seguido del último mensaje y la diana tocada por los Trompetistas Estatales de la Caballería Doméstica. Wallis se sentó junto a la reina y el duque de Edimburgo. La reina madre también estuvo presente. Los hijos de Isabel II, el príncipe Carlos y la princesa Ana, su hermana, la princesa Margarita del Reino Unido, y el esposo de Margarita, el conde de Snowdon, también estuvieron presentes.
También asistieron varios diplomáticos y colegas, el primer ministro Edward Heath, el líder de la oposición Harold Wilson y el ex primer ministro y secretario de Relaciones Exteriores Anthony Eden. En el funeral también estaban Olav V de Noruega, Luis Mountbatten, primer conde Mountbatten de Birmania, el príncipe Eduardo, duque de Kent y el príncipe Ricardo de Gloucester. El único hermano sobreviviente de Eduardo, el príncipe Enrique de Gloucester, no pudo asistir debido a problemas de salud.
Su féretro fue llevado a la Capilla de San Jorge desde la Capilla conmemorativa del príncipe Alberto por soldados de la Guardia Galesa. Los trompetistas tocaron el último mensaje y la diana después del servicio. Después del servicio, Eduardo fue enterrado en el Cementerio Real, en Frogmore, donde el propio exrey había elegido ser enterrado,para que Wallis pudiese acompañarlo cuando llegase el momento. Al entierro asistieron solo 14 personas. Entre ellos estaban la reina Isabel II, el duque de Edimburgo, el príncipe de Gales y John Utter, el secretario del duque de Windsor, que había acompañado a la duquesa a Inglaterra y que estuvo con ella en su regreso a París. Wallis voló directamente de regreso a París después de la ceremonia. También estuvo presente en el funeral Sydney Johnson, el ayuda de cámara personal del duque.
El funeral de Eduardo fue filmado por estaciones de televisión pero no transmitido al público, por el que la BBC escondió su aparato de transmisión detrás de una réplica de cartón y madera contrachapada de las paredes del Castillo de Windsor, completa con parapetos y contrafuertes de imitación en que en un futuro, pueda ser exhibido al público.